# Workingman's Dead
Albums de Grateful Dead
Live/Dead
(1969) American Beauty
(1970)
Workingman's Dead est le 4e album studio du groupe de rock américain, Grateful Dead, publié en juin 1970.

## Présentation
Plusieurs titres de musique acoustique sont influencés par Crosby, Stills, Nash and Young qui avaient réalisé Déjà Vu quelques mois plus tôt. Casey Jones s'est imposé comme un hymne à la consommation de drogues. 
Uncle John's Band a été le premier succès radio du groupe. L'album a été certifié disque d'or le 7 juillet 1974 et disque de platine le 13 octobre 1986.

## Titres de l’album
Toutes les chansons sont écrites et composées par Jerry Garcia et Robert Hunter sauf indication contraire.
| 1. | Uncle John's Band   |  | 4:42 |
| 2. | High Time           |  | 5:12 |
| 3. | Dire Wolf           |  | 3:11 |
| 4. | New Speedway Boogie |  | 4:01 |

| 1. | Cumberland Blues | Garcia, Hunter, Lesh | 3:14 |
| 2. | Black Peter      |                      | 5:41 |
| 3. | Easy Wind        | Hunter               | 4:57 |
| 4. | Casey Jones      |                      | 4:24 |

### Réédition de 2003
| No  | Titre                    | Auteur                     | Durée |
| --- | ------------------------ | -------------------------- | ----- |
| 1.  | Uncle John's Band        |                            | 4:45  |
| 2.  | High Time                |                            | 5:14  |
| 3.  | Dire Wolf                |                            | 3:14  |
| 4.  | New Speedway Boogie      |                            | 4:06  |
| 5.  | Cumberland Blues         | Garcia, Hunter, Lesh       | 3:16  |
| 6.  | Black Peter              |                            | 5:43  |
| 7.  | Easy Wind                | Hunter                     | 4:58  |
| 8.  | Casey Jones              |                            | 4:38  |
| 9.  | New Speedway Boogie      |                            | 4:10  |
| 10. | Dire Wolf (live)         |                            | 2:31  |
| 11. | Black Peter (live)       |                            | 9:07  |
| 12. | Easy Wind (live)         |                            | 8:09  |
| 13. | Cumberland Blues (live)  |                            | 4:52  |
| 14. | Mason's Children (live)  | Garcia, Hunter, Lesh, Weir | 6:32  |
| 15. | Uncle John's Band (live) |                            | 7:57  |
| 16. | Radio Promo              |                            | 1:00  |

## Musiciens
Grateful Dead:
- Jerry Garcia - guitare, voix
- Bob Weir - guitare, voix
- Ron "Pigpen" McKernan - claviers, voix
- Phil Lesh - guitare basse, voix
- Bill Kreutzmann - percussions
- Mickey Hart - percussions

Autres:
- David Nelson - guitare
- Robert Hunter - textes